# Elliottia racemosa
Elliottia racemosa là một loài thực vật có hoa trong họ Thạch nam. Loài này được Muhl. ex Elliott mô tả khoa học đầu tiên năm 1817.

## Hình ảnh

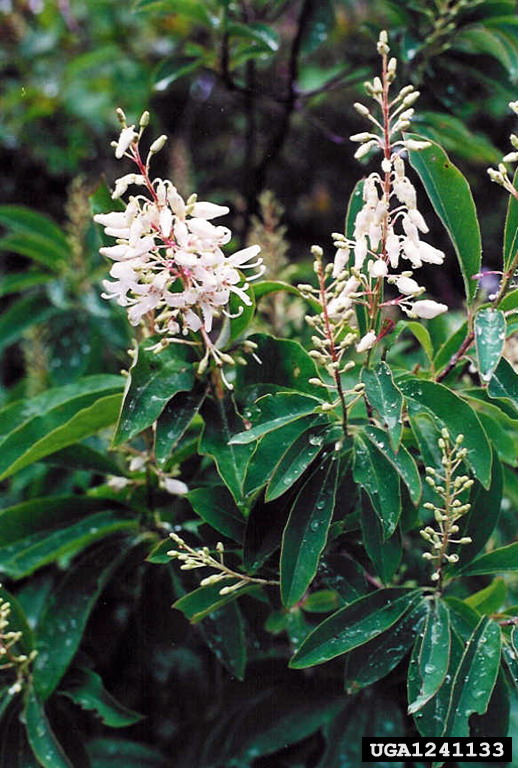
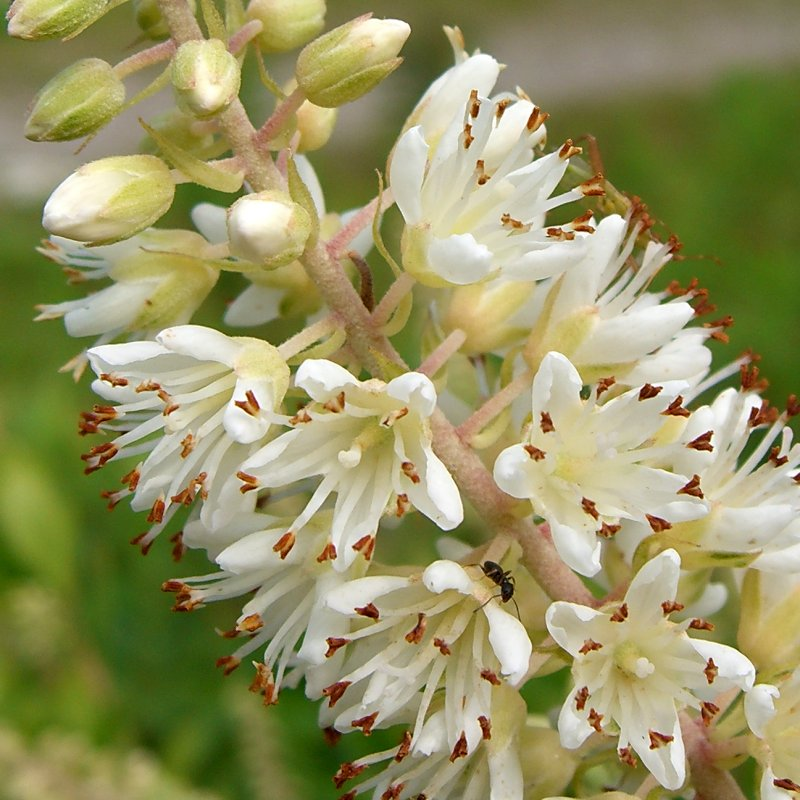